# Fem Boeters
Fem Julia Boeters (* 17. März 2002) ist eine niederländische Handballspielerin, die für den deutschen Bundesligisten TSV Bayer 04 Leverkusen aufläuft.

## Karriere
In ihrer Jugend spielte sie für den HV Quintus. 2021 spielte sie für drei Monate in Deutschland für die Füchse Berlin in der 2. Bundesliga. Danach kehrte sie zum HV Quintus zurück. Für den HV Quintus spielte sie im EHF European Cup. 2022 wechselte sie nach Deutschland zum TSV Bayer 04 Leverkusen. Nach drei Spielzeiten in Deutschland kehrte sie zum HV Quintus zurück.
Mit der niederländischen Jugend-Nationalmannschaft belegte sie den 15. Platz bei der U17-Europameisterschaft 2019. Mit den Juniorinnen gewann sie bei der U20-Weltmeisterschaft 2022 die Bronzemedaille.

## Privates
Boeters ist gelernte Optikerin.